# Paka (auteur)
Pour les articles homonymes, voir Paka.
Œuvres principales
- Roger et ses humains

Maxime Marin, plus connu sous son nom de plume Paka, né le 26 juin 1985 en France, est un graphiste et auteur de bande dessinée français. Il s'est fait connaître par son blog, puis par ses bandes dessinées publiées chez Lapin Éditions. Il exerce également le métier de UI artist chez Ubisoft Montpellier, depuis 2009, et pratique en amateur des activités de chanteur et de comédien.

## Biographie
Maxime Marin, pour devenir graphiste, commence par des études de sérigraphie et de « graphisme print ». Il reçoit en 2007 la médaille d'excellence aux Worldskills dans la catégorie arts-graphique pré-presse. Deux ans plus tard, il est employé chez Ubisoft, à Montpellier et travaille notamment sur The Lapins Crétins : La Grosse Aventure ou ZombiU. Paka lance en 2005 un blog spécialisé dans la bande dessinée nommé Les Aventures de Paka, avant de faire éditer ses premiers travaux par Lapin Éditions. 
En 2014, le vidéaste Web Cyprien Iov lui propose de travailler sur un projet commun, où ce dernier tiendrait le rôle de scénariste. De cette union sort le 20 novembre 2015 le premier tome de la série Roger et ses humains,, qui connait un succès important. Il est suivi trois ans plus tard par un deuxième opus. La bande dessinée est adaptée en dessin animé à partir de décembre 2018, par Ellipse Studio.
Paka a fait partie de la troupe d'improvisation théâtrale Les Ours Molaires et des groupes de rock hardcore Quasar et Grüt Circus, dans lesquels il chantait.

## Publications
- Grim à la montagne, scénarisé par Grim, Lapin Éditions, coll. « Idioties » :
  1. Saison 1, septembre 2010  (ISBN 978-2-9186-5303-5)
  2. Saison 2, juillet 2012  (ISBN 978-2-9186-5318-9)
  3. Saison 3, 30 septembre 2013  (ISBN 978-2-9186-5319-6)
  4. Final Season, 12 janvier 2018  (ISBN 978-2-9186-5393-6)

- Les Blagues de Jésus, Lapin Éditions, coll. « Poches » :
  1. Tome 1, 15 mars 2014  (ISBN 978-2-9186-5339-4)
  2. À poil et à vapeur, 20 juin 2015  (ISBN 978-2-9186-5360-8)
  3. Nos amis les bites, 26 juin 2016  (ISBN 978-2-9186-5373-8)
  4. Jesus court toujours, 22 juin 2017  (ISBN 978-2-9186-5388-2)

- Mecha no Ude, Lapin Éditions, novembre 2015  (ISBN 978-2-9186-5363-9)

- Roger et ses humains, scénarisé par Cyprien Iov et colorisé par Marie Écarlat, Dupuis, coll. « Disquettes » :
  1. Tome 1, 20 novembre 2015  (ISBN 978-2-8001-6419-9)
  2. Tome 2, 26 octobre 2018  (ISBN 978-2-8001-6729-9)
  3. Tome 3, 27 novembre 2020  (ISBN 979-1-0347-4362-9)

- Les 23h de la bande dessinée, auto-édition, 8 avril 2015  (ISBN 9781326240578)